# Parmigiano-Reggiano

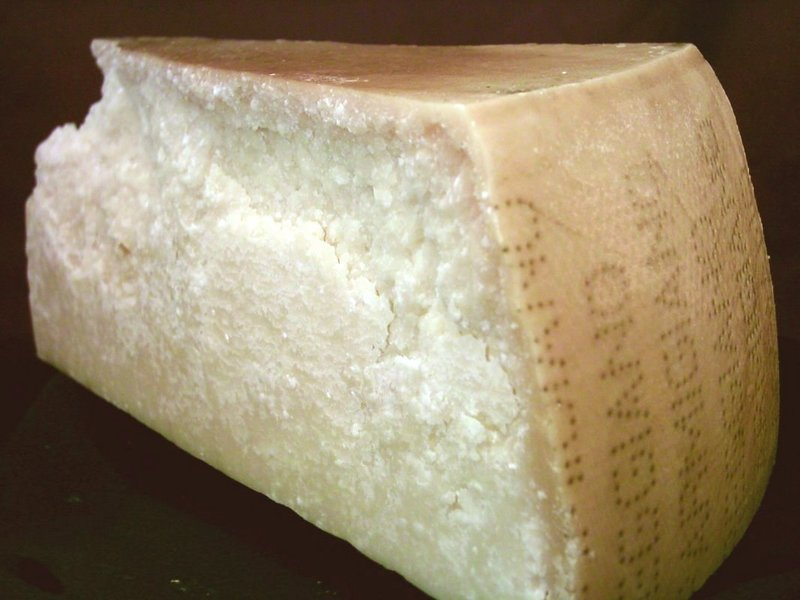
Parmigiano-Reggiano

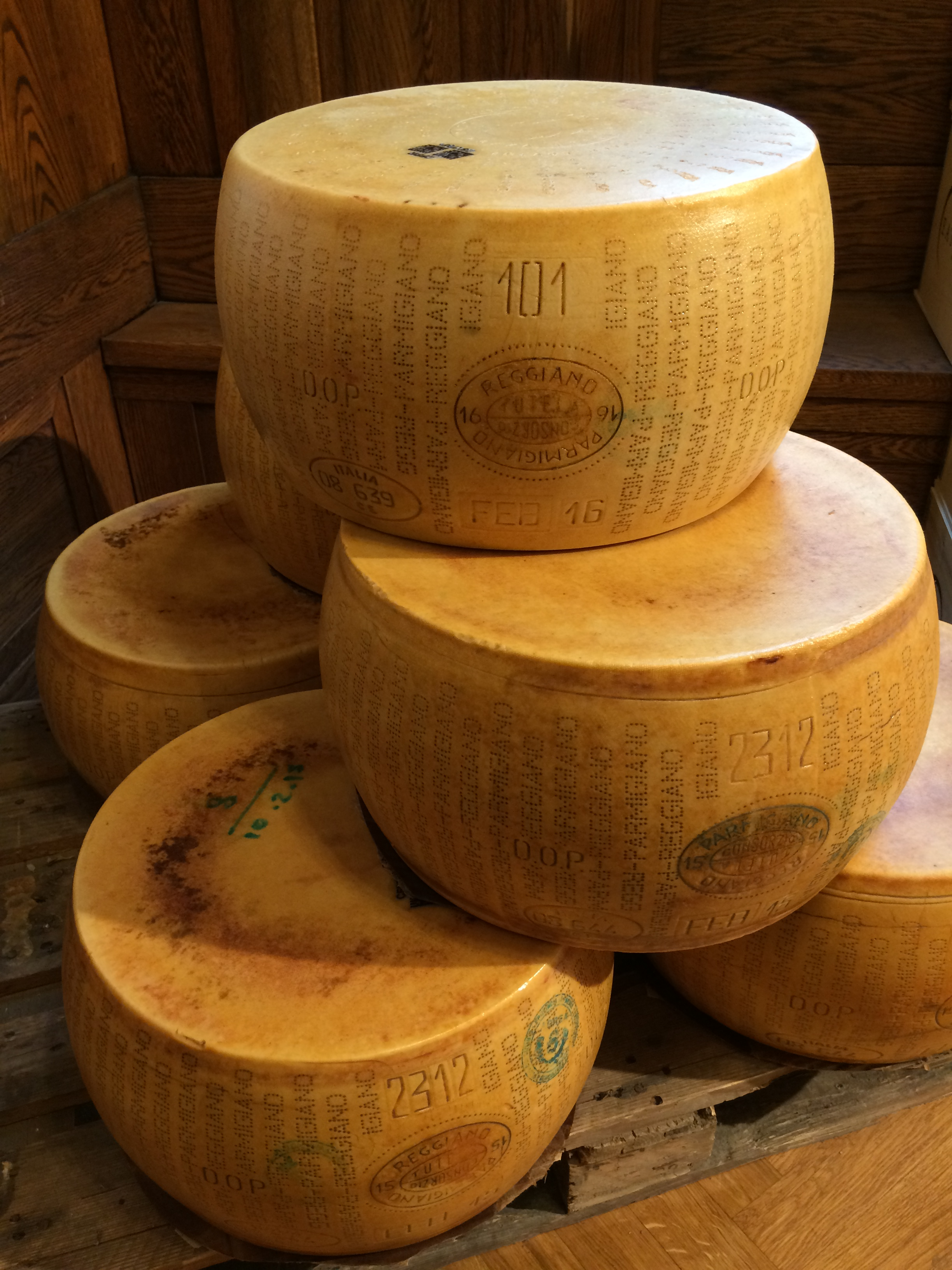
Parmigiano-Reggiano

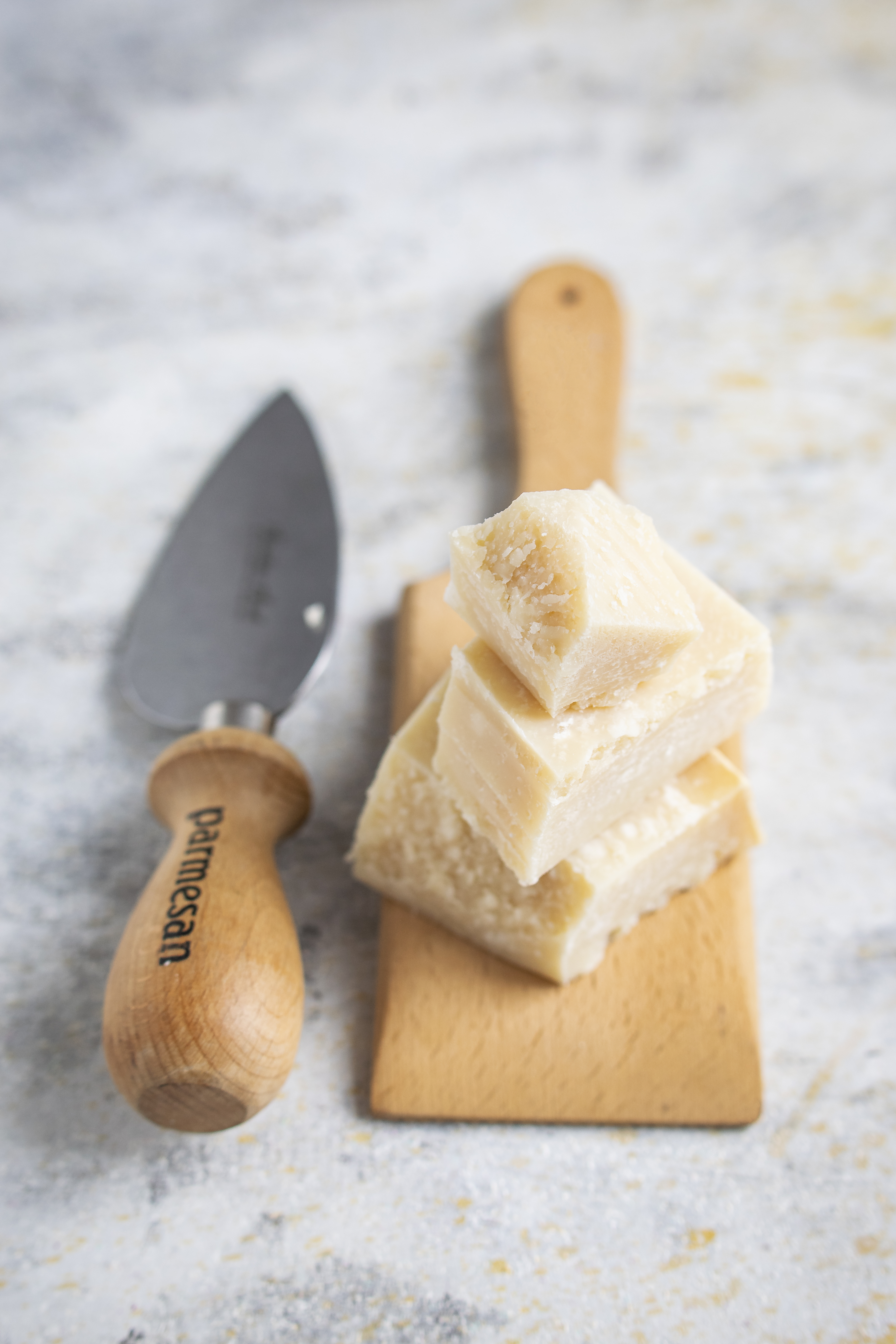
Närbild på parmesan

Parmigiano-Reggiano är en klassisk italiensk hårdost gjord på komjölk, som fått sitt namn av att osten först började tillverkas i området mellan städerna Parma och Reggio Emilia i Emilia-Romagna i norra Italien. Den är kanske den mest berömda av de italienska hårdostarna och en av världens mest kända ostar.
Tillverkningen är idag strängt reglerad och får bara ske i vissa områden. Både mjölkproduktionen,  osttillverkningen och lagringen av osten måste ske i provinserna Parma, Reggio Emilia, Modena, Bologna väster om floden Reno eller i Mantua söder om floden Po. Parmigiano-Reggiano tillverkas av opastöriserad mjölk. Den enda tillåtna tillsatsen är salt, som osten tar upp när den under 20 dagar förlagras i saltlag. 

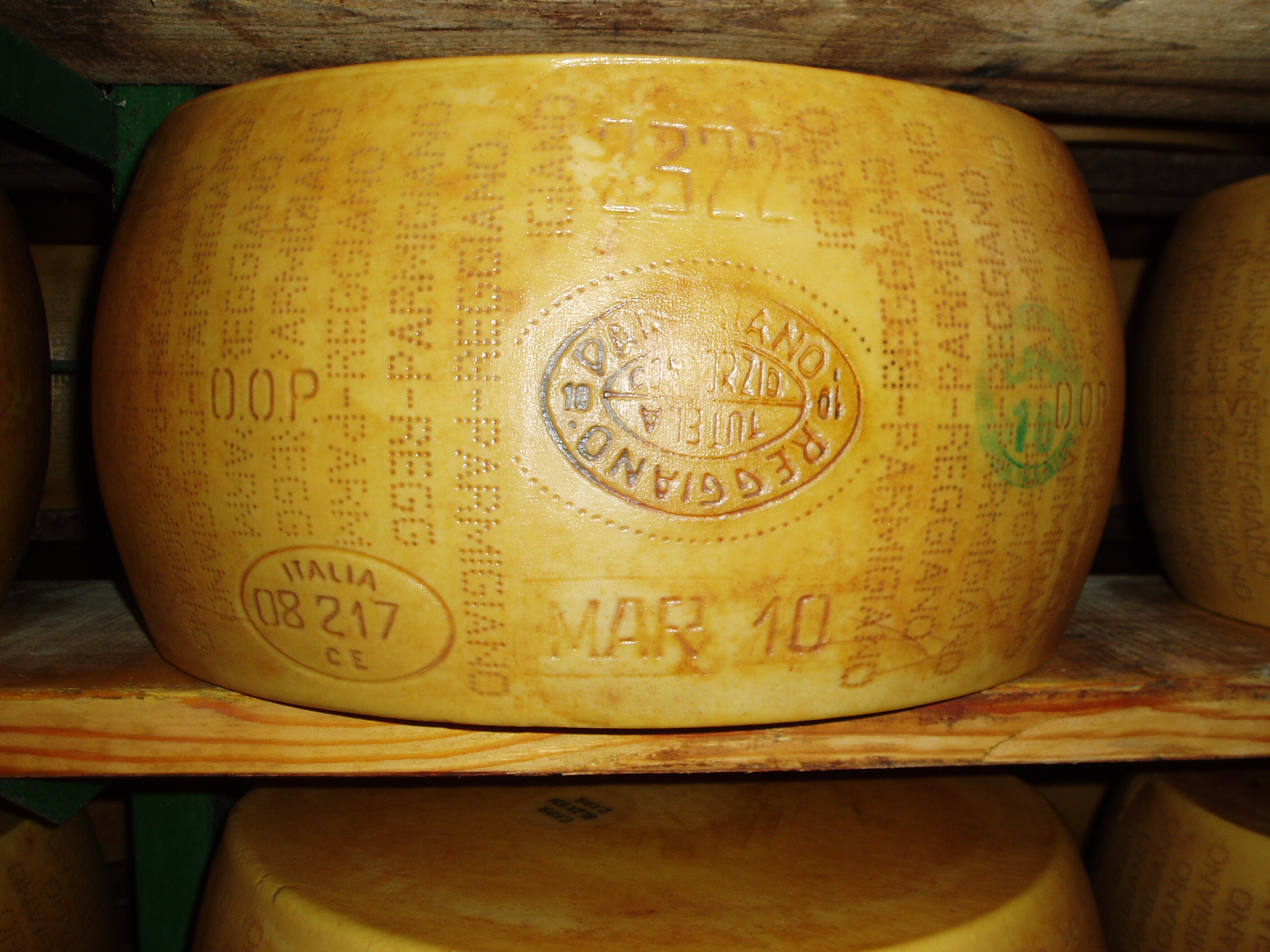
Parmesanost godkänd för vidare lagring och märkt med Consorzio di Tutelas brännmärke.

Osten lagras normalt mellan 18 och 36 månader. Den genomsnittliga lagringstiden är 24 månader. Yngre ostar har en mjukare konsistens, medan ostar som lagrats längre blir fastare, torrare och betydligt kraftigare i smaken. Efter tidigast 12 månaders lagring kontrolleras ostarna och klassas. De som godkänns för längre lagring förses med ett brännmärke med texterna Parmigiano Reggiano och Consorzio Tutela. Det går även att finna  Parmigiano-Reggiano med tillnamn Mezzano, som endast lagrats i 12 månader  och främst används i matlagning. Även ostar med tillnamn Export eller Extra förekommer och står bägge för en extra hög kvalitet.
Parmigiano-Reggiano är en skyddad ursprungsbeteckning, PDO (eng.) DOP (it.)
Parmesan är det franska namnet på Parmigiano-Reggiano och är inom EU skyddat på samma sätt som Parmigiano-Reggiano. Beteckningen används dock felaktigt även för andra produkter i Sverige. Det felaktiga användandet av namnet Parmesan kan göra det svårt att avgöra huruvida en ost är äkta Parmigiano-Reggiano eller annan typ av Grana, såsom Grana Padano. Pulver kallat "Parmesan" är inte relaterat till vare sig Italien, Grana Padano eller Parmigiano-Reggiano.

## Industri
Alla producenter av Parmigiano Reggiano-ost är medlemmar i Consorzio del Formaggio Parmigiano Reggiano, som grundades 1928. Förutom att fastställa och upprätthålla standarder för SUB sponsrar Consorzio också marknadsföringsevenemang.
När en serie jordbävningar drabbade norra Italien 2012 vältes ställningar som innehöll cirka 12 miljoner kilo - eller mer än 300.000 rundor - parmesan. Skadorna, som uppgick till cirka 10% av årsproduktionen, uppskattades till cirka 80 miljoner euro. Osten som togs bort från de skadade cirklarna såldes för att få in pengar till reparationer. 
Från och med 2017 produceras cirka 3,6 miljoner rundor (cirka 137 000 ton) parmesan årligen; den förbrukar cirka 18% av all mjölk som produceras i Italien.
De flesta mejeriarbetare i Italien (bergamini) tillhör Italian General Confederation of Labor. När äldre mejeriarbetare går i pension tenderar yngre italienare att arbeta i fabriker eller på kontor. Denna roll har övertagits av invandrare. År 2015 var 60 procent av arbetarna i parmesanproduktionen invandrare från Indien, nästan alla sikher.

## Förbrukning
Parmesan rivs vanligtvis över pastarätter, läggs till soppor och risotto och äts som den är. Den rivs ofta över andra rätter som t.ex. sallader. Bitar och skivor av de hårdaste delarna av skorpan (även kallad skalet) tillsätts ibland i soppor, buljonger och såser för att ge smak. De kan också bakas och ätas som snacks om de inte har vax på sig, eller smörjas in med olivolja eller användas i korgen på en ångkokare när du ångkokar grönsaker.